# 瓦版・大喜劇
『瓦版・大喜劇』（かわらばんだいきげき）は、1964年12月1日から同年12月29日まで毎日放送制作・NET（現：テレビ朝日）系列の火曜19:30 - 20:00（JST）につなぎ番組として放送された公開時代劇コメディ番組の名称である。全5回。参天製薬の一社提供。
前番組『瓦版・忠臣蔵』終了後、同じ「なんば邦映」で収録されたコメディで、アニメ『少年忍者風のフジ丸』（NET制作）までのつなぎとして放送された。

## 放送内容
1. 珍説 森の石松（前編）
2. 珍説 森の石松（後編）
3. 珍説 白波五人男

## 出演者
- 藤山寛美
- 芦屋小雁
- 石井均
- 茶川一郎
- 夢路いとし・喜味こいし
- 佐々十郎